# Bundesautobahn 602
Bundesautobahn 602 (em português: Auto-estrada Federal 602) ou A 602, é uma auto-estrada na Alemanha.
A Bundesautobahn 602 tem 9,5 km de comprimento.

## Estados
Estados percorridos por esta auto-estrada: